# آريانا كاروسو
آريانا كاروسو (بالإيطالية: Arianna Caruso) هي لاعبة كرة قدم إيطالية، ولدت في 6 نوفمبر 1999 في روما في إيطاليا. لعبت مع SSD Res Roma ‏.

## وصلات خارجية
- آريانا كاروسو على موقع الاتحاد الأوربي (الإنجليزية)
- آريانا كاروسو على موقع قاعدة بيانات كرة القدم.إي يو (الإنجليزية)
- آريانا كاروسو على موقع Soccerway.com (الإنجليزية)
- آريانا كاروسو على موقع عالم كرة القدم.نت (الإنجليزية)